# Foto di gruppo con chitarrista
Foto di gruppo con chitarrista è il primo romanzo di Mauro Pagani, ex polistrumentista della PFM, pubblicato nel 2009 dalla Rizzoli.

## Il libro
Di stampo autobiografico, il romanzo, ci racconta la storia di Sonny, studente universitario, che in mezzo al clima rovente del 1969 lascia che la sua passione per la chitarra prenda il sopravvento su tutto il resto e si impadronisca della sua vita. Decide così di accettare un ingaggio che lo porterà in giro per il mondo. Il libro è quindi suddiviso in episodi che raccontano i momenti salienti della carriera di Sonny attraverso gli anni '70, insieme alle sue esperienze di vita e alle persone che in un modo o nell'altro gli saranno vicine, tra cui Mauro (evidente riferimento a se stesso da parte dell'autore), musicista dalle grandi possibilità con cui si rincontrerà in tutti i suoi viaggi. Nel romanzo si vive questo contrasto tra Sonny, che nonostante la sua completa dedizione allo studio della chitarra non riesce a trovare occasioni, e Mauro che invece ce l'aveva fatta anche se non studiava mai. Sonny lungo la sua carriera conoscerà molte persone grazie a Mauro, che ormai è entrato nel giro, tra cui Demetrio cantante degli Area con il quale Mauro avrebbe voluto avviare una collaborazione, che però non è stata possibile a causa della sua morte.

Parallelamente alle esperienze musicali, Sonny, vivrà anche molte storie d'amore tra cui una, la più importante, iniziata a Miami, quasi lo porterà  
a sistemarsi a L'Avana con Rosa, ma a cui ancora una volta dovrà rinunciare a causa della sua passione per la musica. La storia si conclude a Milano nel 1979, quando dopo una breve e fallimentare esperienza con un locale decide di ripartire per nuovi viaggi sempre con la sua chitarra a tracolla.